# Karl Rettich (Schauspieler)

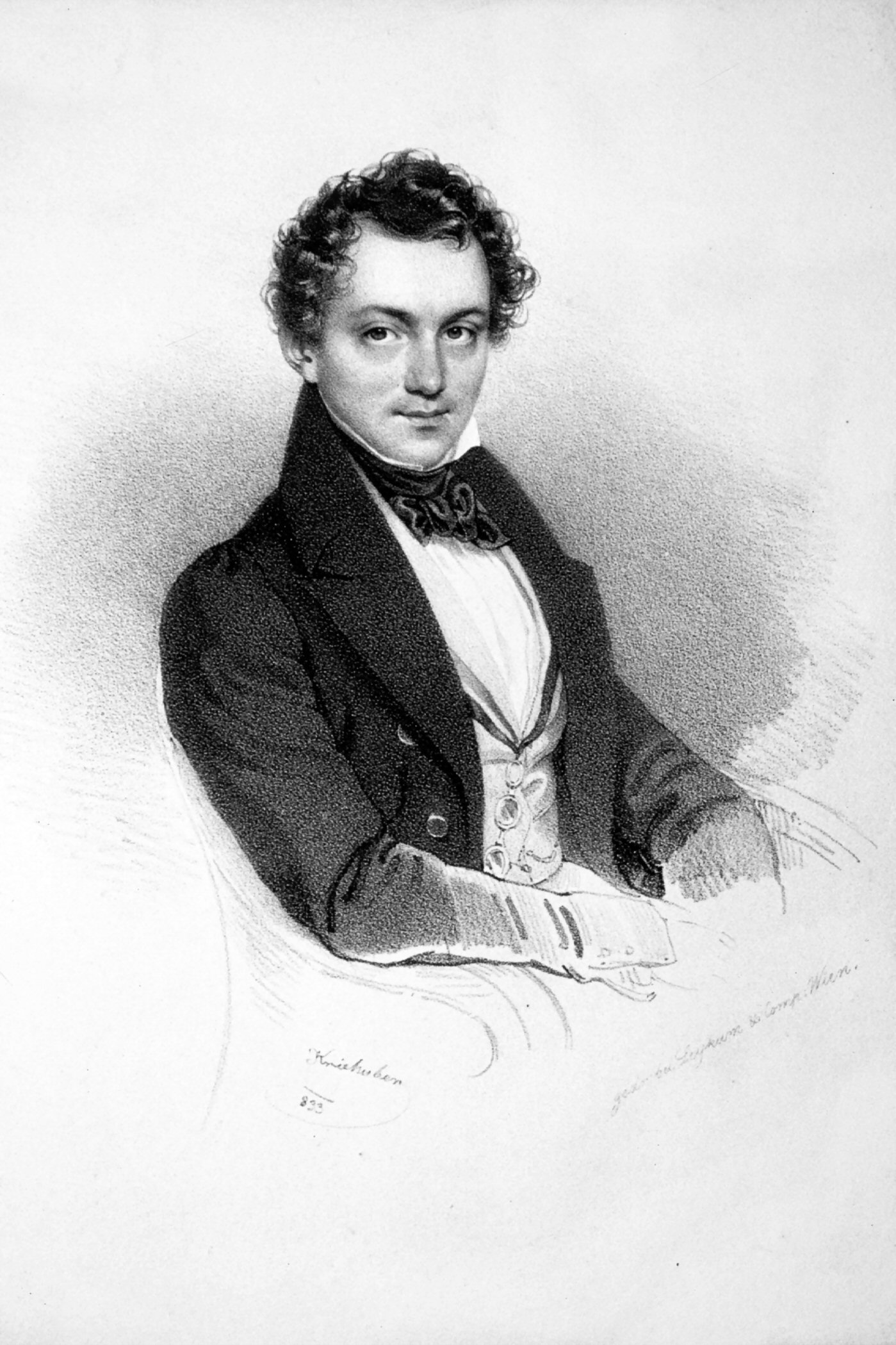
Karl Rettich, Lithographie von Josef Kriehuber, 1833

Karl Rettich, auch Carl Rettich, (* 3. Februar 1805 in Wien; † 18. November 1878 ebenda) war ein österreichischer Theaterschauspieler und -regisseur.

## Leben
Karl Rettich war der Sohn des aus Sigmaringen gebürtigen Hofsekretärs und ehemaligen Hofschauspielers Franz Rettich († 16. Oktober 1818). 
Seit 1821 am Hofburgtheater engagiert, wo er am 16. September 1821 als Fridolin im gleichnamigen Stück von Franz Ignaz von Holbein seinen Debüt feierte, ging Rettich 1824 auf Anraten des Intendanten Schreyvogel nach Graz, 1828 ans Kasseler Hoftheater und kehrte 1832 ans Hofburgtheater zurück, wo er seine spätere Gattin Julie Rettich (1809–1866) kennenlernte.
Wegen Intrigen musste das Ehepaar Wien verlassen und wurde 1833 am Dresdener Hoftheater engagiert, Julies früherer Wirkungsstätte. 1835 kehrten sie zurück und wurden auf Lebenszeit an das Hofburgtheater verpflichtet, wo Karl Rettich ab 1865 auch Spielleiter war.
Anlässlich seines 50-jährigen Bühnenjubiläums wurde er am 18. September 1871 mit dem Franz-Joseph-Orden ausgezeichnet. Kurze Zeit später, am 30. Juni 1872, nahm er seinen Abschied von der Bühne.
Karl Rettich wohnte zuletzt am Opernring 17, wo er am 18. November 1878 an „Altersschwäche“ starb. Seine Grabstelle befindet sich auf dem Evangelischen Friedhof Wien Matzleinsdorf (Gruft 191); eine Kopie seines Porträts in der Sammlung des Wiener Burgtheaters befindet sich in der Theatergeschichtlichen Sammlung Schleswig-Holstein.

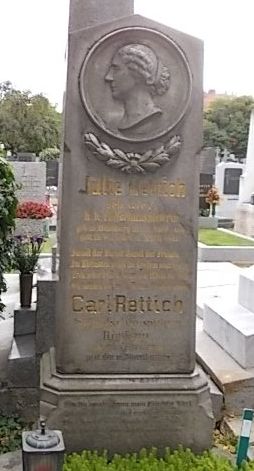
Carl Rettich Grabstätte